# Río San Francisco (Azuay)
Para otros lugares con el mismo nombre, vea Río San Francisco.
Río San Francisco es un río ecuatoriano, se ubica en la parte central del país, en Gualaceo a 300 km al sur de Quito, capital del país. El río San Francisco es parte de la demarcación hidrográfica de Santiago y de la cuenca del río Amazonas, al ser uno de los afluentes del río Paute.  

## Hidrografía
El río nace en la laguna de Maylas a una altitud de 3391 msnm, al oriente del cantón en la parroquia Luis Cordero Vega, en el sector de San Francisco Alto. Confluye con el río Santa Bárbara y forma el Río Gualaceo, uno de los principales afluentes del río Paute.
La microcuenca de este río tiene un área de 80,98 km2 y está conformada por 16 quebrada: Achupallas, Asmayacu, Calvario, Chaucán, Chorro blanco, Churcus, Ishcaypungo, Leones, Osera, Padre Rumi, Palmas, Pillucay, Priricaca, Shurar, Tasqui, Uchucay. La cascada de Zumblid es la pendiente más pronunciada que va de los 2450 a 2400 msnm

## Importancia
Fue un río importante para la producción agrícola de la ciudad y el cantón por la fértil vega que irriga en su recorrido. Las plantaciones que aún se mantienen aledañas a este río se sirven de él para el riego y abrevadero de animales.
Las captaciones de agua tanto para la ciudad de Gualaceo y el Sistema de Agua del San Francisco, conocido también como "agua vieja", se encuentran en la parte alta del río, el agua se almacena en los tanques ubicados en el sector de Capzha. También, alimenta la planta de generación eléctrica que se encuentra en una de sus orillas.
En el malecón ubicado en la confluencia de los ríos, el GAD Municipal desarrolla diferentes actividades, entre ellas el carnaval del Río Gualaceo.